# You’re the One That I Want
«You’re the One That I Want» — песня, написанная Джоном Фарраром для киноверсии мюзикла «Бриолин» (1978 год). В фильме её исполняли Джон Траволта и Оливия Ньютон-Джон.
Сингл с этой песней в их исполнении стал одним из самых продаваемых синглов всех времён. Только в США, Великобритании, Западной Германии и Франции (в сумме) продажи составили 3 миллиона экземпляров, а суммарные по всему миру оцениваются в 15 миллионов.

## Популярность
Фильм «Бриолин» стал международным блокбастером, а несколько песен из него международными хитами.
В США в июне 1978 года песня «You’re the One That I Want» была 1 неделю на 1-м месте чарта Billboard Hot 100. 18 июля он был за продажи в более чем 1 миллионе экземпляров сертифицирован платиновым. Золотым же стал ещё 12 апреля.
В Великобритании летом 1978 года сингл «You’re the One That I Want» провёл на 1 месте синглового чарта 9 недель, причём фильм тогда в этой стране ещё не вышел (вышел только через несколько месяцев). По состоянию на 2013 год это всё ещё 5-й самый продаваемый сингл там за все времена (с продажами порядка 2 миллионов экземпляров).

## Критика
Джо Вильоне в своей рецензии на сайте AllMusic пишет:
Открывает песню Джон Траволта, подражающий вокалисту британской рок-группы Sweet, точнее, песне «Ballroom Blitz» [этой группы], и, хотя Траволта как вокалист вряд ли в той же лиге, что и Оливия Ньютон-Джон, в этом коротком и сладком звуковом отрывке из ставшего сенсацией в конце 1970-х фильма он берёт на себя роль Сонни Боно, поющего с Шер в исполнении Оливии.
Энергичная комбинация баса и ударных даёт этой песне в стиле 1950-х новое звучание [...]. Это 2 минуты и 47 секунд демонстрации того, что продюсер/автор Джон Фаррар чётко знал, что было нужно для фильма.

После непрестанного кручения по радио эта забавно-наглая, эпичная песня, конечно, начала раздражать (причём часть вины за это придётся взять на себя Траволте), но тогда она стала «мгновенной классикой», этакой мгновенной «популярной песенкой из старых времён» и спустя десятилетия после записи ею остаётся.

## Чарты
| Чарт (1978—1979)                         | Высшие позиции |
| ---------------------------------------- | -------------- |
| Австралия (Kent Music Report)            | 1              |
| Австрия (Ö3 Austria Top 40)              | 2              |
| Бельгия/Фландрия (Ultratop 50)           | 1              |
| Канада (RPM Top Singles)                 | 2              |
| Finland (Suomen virallinen lista)        | 1              |
| Israel (IBA)                             | 1              |
| Ирландия (IRMA)                          | 1              |
| Italy (Musica e dischi)                  | 3              |
| Нидерланды (Dutch Top 40)                | 1              |
| Нидерланды (Single Top 100)              | 1              |
| Новая Зеландия (Recorded Music NZ)       | 1              |
| Норвегия (VG-lista)                      | 1              |
| Portugal (Musica & Som)                  | 3              |
| South Africa (Springbok Radio)           | 2              |
| Швейцария (Schweizer Hitparade)          | 1              |
| Швеция (Sverigetopplistan)               | 1              |
| Великобритания (OCC UK Singles)          | 1              |
| США (Billboard Adult Contemporary)       | 23             |
| США (Billboard Hot 100)                  | 1              |
| US Radio & Records CHR/Pop Airplay Chart | 3              |
| US Cash Box Top 100                      | 3              |
| ФРГ (GfK)                                | 1              |

| Chart (1998)     | Peak position |
| ---------------- | ------------- |
| Australia (ARIA) | 27            |
| UK Singles (OCC) | 4             |

| Chart (2022)                              | Peak position |
| ----------------------------------------- | ------------- |
| Canada Digital Song Sales (Billboard)     | 25            |
| U.S. Digital Song Sales (Billboard)       | 17            |
| Великобритания (OCC UK Singles Downloads) | 38            |

| Чарт (1978)                     | Позиция |
| ------------------------------- | ------- |
| Australia (Kent Music Report)   | 1       |
| Canada Top Singles (RPM)        | 14      |
| New Zealand (Recorded Music NZ) | 2       |
| South Africa (Springbok Radio)  | 17      |
| UK Singles (OCC)                | 2       |
| US Billboard Hot 100            | 13      |
| US Cash Box Top 100             | 9       |

## Сертификации
| Регион | Сертификация | Продажи    |
| --- | ------------ | ---------- |
| Бельгия | —            | 170,000    |
| Дания · physical | —            | 14,000     |
| Дания (IFPI Danmark) · reissue | Золотой      | 45 000     |
| Франция (SNEP) | Золотой      | 1,600,000  |
| Германия (BVMI) | Золотой      | 500 000^   |
| Ирландия | —            | 25,000     |
| Италия (FIMI) · sales since 2009 | Золотой      | 35 000     |
| Нидерланды (NVPI) | Платиновый   | 200,000    |
| Швеция | —            | 10,000     |
| Великобритания (BPI) | Платиновый   | 2,050,000  |
| США (RIAA) | Платиновый   | 2,500,000  |
| Итого |              |            |
| Мир | —            | 15,000,000 |
| ^ Данные о тиражах приведены только на основе сертификации. · Данные о продажах + прослушиваниях приведены только на основе сертификации. |              |            |